# Oxyfuel
Oxyfuel is een samentrekking van de Engelse woorden oxygen (zuurstof) en fuel (brandstof) en is de aanduiding voor het proces waarbij een brandstof met zuivere zuurstof wordt verbrand.
Voordelen van verbranden met zuivere zuurstof:
- er ontstaat zo geen NOx (tenzij de brandstof stikstof bevat)
- het rendement van de verbranding is hoger (doordat er minder uitlaatgassen ontstaan waarin restwarmte aanwezig is).

Het grote nadeel is dat er zuivere zuurstof moet worden geproduceerd, wat ook veel energie en geld kost. Bij verbrandingsprocessen waarbij een hoge temperatuur nodig is, kan het echter energetisch gunstig zijn het proces met zuivere zuurstof uit te voeren.
Oxyfuel-technologie wordt in de glasindustrie toegepast. Ook wordt er wel met zuurstof gelast.
Oxyfuel geeft ook goede mogelijkheden in toepassingen waarbij CO2 wordt afgevangen en opgeslagen. Deze techniek kan gebruikt worden om CO2-neutraal fossiele brandstoffen te verbranden in bijvoorbeeld elektriciteitscentrales. Doordat de rookgassen vrijwel alleen maar CO2 en water bevatten is de kooldioxide eenvoudig(er) af te scheiden voor opslag in bijvoorbeeld oude olievelden.
Voor dit type verbanding worden speciale thermodynamische cycli uitgedacht. Hierbij wordt een groot deel van de verbrandingsgassen gerecycled. Dit is nodig omdat anders de temperaturen in de ketel te hoog worden. In gebruik is reeds de zogenaamde Water-cyclus waarbij water uit de uitlaatgassen wordt teruggevoerd. Een ander ontwerp is de Graz-cyclus.